# 佩德罗·恩里克·马丁斯
柏度·軒歷基·馬田斯·卡斯亞（葡语全名Pedro Henrique Martins Cassia，1985年10月1日—），是一名巴西职业足球运动员。
柏度在2007年於保利斯達開始他的職業生涯，很快就被租借到數個俱樂部，如洛桑體育，福塔雷薩和聖十字。
2009年7月，他轉到伯拉根森。不久後在2010年1月，他轉往里奧克拉羅，柏度在2月再作出的又一舉措。他加盟中超球會江蘇舜天。

## 連結
- Profile （页面存档备份，存于） at zerozerofootball
- Profile[永久] at transfermarkt